# 大都社
株式会社大都社（だいとしゃ）は、日本の出版社。本社は東京都千代田区神田三崎町3-3-12（2024年1月より）。少年画報社の系列下にある。

## 概要
自社発行の漫画雑誌『漫画ボンジュール』『実際にあった怖い話』の他、秋水社発行の『ねことも』『ミニシュガー』など漫画雑誌も取り扱っている。
単行本は「ダイトコミックス」レーベルにて刊行されている。

## 雑誌
- 漫画ボンジュール：劇画コミック誌（偶数月25日発売） ※漫画ボンの雑誌コードを後継している。
- 実際にあった怖い話：ホラーコミック誌（奇数月24日発売） ※2007年5月に創刊。当初は『漫画ボン』の増刊扱いだったが、2009年3月に独立創刊[1]。
- ねことも：動物コミック誌（発行：秋水社・偶数月16日発売） ※2009年に創刊。当初は『漫画ボン』の増刊扱いだったが、2012年8月独立創刊[2]。
- miniSUGAR（ミニシュガー）：ティーンズラブ・コミック誌（発行：秋水社・奇数月17日発売） ※2009年に創刊。当初は『漫画ボン』の増刊扱いだったが、2011年7月に独立創刊[3]。
- 恋愛宣言pinky：ティーンズラブ・コミック誌（発行：秋水社・偶数月16日発売） ※『実際にあった怖い話』の増刊扱いだったが、2019年4月に独立創刊。
- mini Berry（ミニベリー）：ティーンズラブ・コミック誌（発行：秋水社） ※『ミニシュガー』の増刊扱い
- petit Rose（プチロゼ）：ティーンズラブ・コミック誌（発行：秋水社） ※『恋愛宣言pinky』の増刊扱い
- ロト☆ナンバーズ当選の法則：宝くじ雑誌 ※『漫画ボンジュール』の増刊扱い

## 過去に発行していた雑誌
- 漫画ボン（1969年 - 2019年[4]）：成年劇画コミック誌。雑誌コードは『漫画ボンジュール』が継承。
- パチスロ設定攻略（2003年 - 2009年）：パチスロ雑誌[5]
- ファンロード[5]（2004年 - 2009年）：アニメ雑誌 ※ラポートより移管、後にインフォレストへ移管。
- Lady'sリング→RINGSTARS（2007年 - 2009年）：女子プロレス雑誌 ※『ファンロード』の増刊扱い。日本スポーツ出版社より移管した上で『Lady'sゴング』から改題。後に発行元をイズミリングへ、発売元を源流社へそれぞれ移管。
- Gリング（2007年 - 2008年）：プロレス雑誌

## 現行の単行本レーベル
ダイトコミックス
2000年代以降の現行レーベル。主に自社発行と秋水社発行の単行本を取り扱う。美少女コミック、ボーイズラブ、ティーンズラブの単行本ほか、廉価版コミックスも不定期刊行。
2000年には吉田聡の作品を数点復刻している。また、全年齢対象の一般作品に混じって成年コミック（指定マークあり）の取り扱いがある点も特徴である。
サブレーベルとして以下のシリーズが存在する（既に新規発行を停止しているシリーズを含む）。

Daito comics TLシリーズ
TLはティーンズラブの略。
Daito comics BLシリーズ
BLはボーイズラブの略。
Daito comics PCシリーズ
PCはペットコミックスの略。
Daito comics YLシリーズ
YLはヤングレディスコミックスの略。
Daito comics FRシリーズ
『ファンロード』関連の単行本および書籍を発行するシリーズ。
Daito comics MSシリーズ
『漫画ボン』掲載作品を収録する単行本シリーズ。

## 過去の単行本レーベル
ハードコミックス
単行本のレーベルとしては最も古く、2001年まで刊行していた。少年画報社系の再録本や傑作選集のほか、他社作品の復刻版も刊行していた。
1980年代から1990年代にかけては、手塚治虫の作品を再録本を刊行している。
1990年代には、『ヤングキングアワーズ』（少年画報社）掲載の短編作品を収録して、「傑作集」などの副題で刊行している。

スターコミックス
1980年代半ばから1990年まで刊行していたレーベル。
他社作品の再録本が中心で、永井豪および石川賢、望月三起也、手塚治虫などの作品がある。

STコミックス
1990年から2000年まで刊行していたレーベル。
スターコミックスの後継。主にロボットアニメや特撮番組のコミカライズ作品、およびSF作品の再録本を刊行。他に和田慎二の短編作品などもある。